# 努斯
努斯（法語：Nus），是意大利瓦莱达奥斯塔的一个市镇。总面积57.38平方公里，人口2894人，人口密度50.4人/平方公里（2009年）。ISTAT代码为007045。